# 중국계 영국인
중국계 영국인(영어: Chinese British; 중국어: 英國華裔)은 영국에 거주하는 중국인, 특히 한족 혈통을 가진 사람들로, 프랑스 다음으로 서유럽에서 두 번째로 큰 해외 화교 집단을 구성한다. 중국계 영국인 공동체는 서유럽에서 가장 오래된 화교 공동체로 여겨진다. 첫 번째 이민자들의 물결은 1842년 (제1차 아편 전쟁 말)과 1940년대 (제2차 세계 대전 말) 사이에 왔다. 주로 광저우, 톈진, 상하이와 같은 아편 전쟁을 위해 영국에 양보를 위해 개방된 조약 항구들을 통해서이다.
초기 중국계 영국인들 중 일부는 유라시아인이기도 했다. 약 900명의 중국계 유라시아인이 다양한 인종적 배경을 가진 중국인 아버지와 백인 어머니로부터 결혼으로 태어났다. 대부분의 유라시아계 영국계 중국인들은 중국계 유라시아계 공동체가 성장하는 차이나타운의 리버풀 지역에 집중되어 있었다. 그들 중 많은 수가 다른 화교들과 동화되었고, 다른 사람들은 영국 주류 인구와 동화되었다.
오늘날, 대부분의 중국계 영국인들은 홍콩, 말레이시아, 싱가포르, 캐나다, 호주, 뉴질랜드, 모리셔스와 같은 옛 영국 식민지의 후손이다. 다른 사람들은 1980년대 이후, 특히 중국 본토에서 온 새로운 중국인 이민자들의 물결에서 온다. 중국인 공동체는 런던, 버밍엄, 글래스고, 맨체스터, 리버풀, 뉴캐슬, 에든버러, 카디프, 셰필드, 노팅엄, 벨파스트, 애버딘을 포함한 많은 주요 도시에서 발견된다.
영국의 다른 소수 민족들과 비교했을 때, 중국인들은 지리적으로 더 분산되어 있다. 그들은 높은 학업 성취도를 가지고 있으며, 영국의 인구통계학적 집단 중 인도계 영국인 다음으로 두 번째로 높은 가계소득을 가지고 있다.

## 용어
영국에서 "아시아인"이라는 용어는 보통 인도인, 파키스탄인, 방글라데시인, 스리랑카인, 카슈미르인과 같은 남아시아인의 유산을 가리킨다. 게다가, 비록 중국인들이 영국에 정착한 오랜 역사를 가지고 있지만, 1991년 인구 조사는 민족성에 대한 질문을 처음으로 도입한 것이다. 이전의 인구 조사는 출생 국가만 기록했고, 중국에서 태어난 중국인이 아닌 일부 중국인을 이민자 부모로 분리하는 데 실패했다. 2011년 인구 조사에서는 잉글랜드, 웨일스, 북아일랜드의 경우 "중국인"을, 스코틀랜드의 경우 "중국인, 중국계 스코틀랜드인 또는 중국계 영국인"을 선택할 수 있도록 하였다.

## 역사
영국은 19세기 이래로 다양한 규모로 중국계 이민자들을 거의 중단 없이 받아오고 있다. 새로운 이민자들이 수적으로 중국 커뮤니티를 보충하는 동안, 그들은 또한 그것의 복잡성과 지역사회 내에 이미 존재하는 분열에 더했다. 한편, 영국 태생의 중국인들의 새로운 세대가 등장했다.

## 인구 통계
2011년 영국 인구조사에 따르면 중국계 영국인 인구는 잉글랜드와 웨일스 (전체 인구의 0.7%)에서 393,141명, 스코틀랜드 (전체 인구의 0.64%)에서 33,706명, 북아일랜드 (전체 인구의 0.35%)에서 6,303명 (전체 인구의 0.35%)으로 나타났다.
영국의 대부분의 소수 민족과 비교했을 때, 중국계 영국인들은 지리적으로 더 분산되어 있는 경향이 있다. 그러나 중국계 영국인들의 상당수는 그레이터런던 (124,250명)에서 찾아볼 수 있으며, 중국계 영국인 인구가 가장 많은 다음 네 도시는 맨체스터 (13,539명), 버밍엄 (12,712명), 글래스고 (10,689명), 에든버러 (8,076명)이다. 웨일스에서 영국인이 가장 많은 도시는 카디프 (4,168명)였고, 북아일랜드에서는 벨파스트 (2,378명)였다. 잉글랜드와 웨일스에서는 23.7%의 중국계 영국인들이 영국에서 태어났으며, 반면 절반 이상 (55.3%)은 동아시아에서, 13.4%는 동남아시아에서 태어났다.

## 인종 차별
중국계 영국인 프로젝트의 마이클 윌크스는 그들에 대한 인종 차별이 아프리카, 아프리카-카리브해 또는 남아시아 사람들에 대한 인종 차별만큼 심각하게 받아들여지지 않으며, 주로 경찰에 대한 광범위한 불신 때문에 중국 사회에 대한 많은 인종차별적 공격이 보고되지 않는다고 말했다.

### 코로나19 범유행
2020년 2월 12일, 스카이 뉴스는 일부 영국인들이 코로나19 범유행 기간 동안 점점 더 많은 인종 차별적 학대에 직면하고 있다고 말했다고 보도했다. 2020년 1월부터 3월까지 중국계 영국인을 대상으로 한 증오범죄가 영국에서 최근 2년간 3배로 늘어난 것으로 기록됐다. 런던 광역경찰청에 따르면, 2020년 1월부터 6월까지 영국계 동아시아인과 동남아시아인을 대상으로 한 인종 관련 범죄는 457건이다.
언어 폭력은 중국계 영국인들이 경험하는 일반적인 형태의 인종 차별 중 하나이다. 2020년 2월 봉쇄 직전, 중국계 영국 어린이들은 학교에서 왕따와 욕설로 인한 두려움과 좌절의 경험을 떠올렸다. 2020년 6월 여론조사에 따르면, 중국계 영국인의 76%가 적어도 한 번은 인종적 비방을 받았고, 50%는 정기적으로 인종적 비방을 받았는데, 이는 다른 소수 인종이 경험한 것보다 훨씬 높은 빈도였다.
범유행 기간 동안의 인종 차별은 영국 동부와 동남아시아에 대한 폭력 공격의 증가뿐만 아니라 특히 음식 제공 사업에서 많은 중국 소유의 사업에도 영향을 미쳤다.
중국계 영국인들은 특히 전염병에서 나오는 인종 차별에 대응하여 서로를 지지하는 방법을 모색해 왔다. 영국의 동아시아 및 동남아시아 네트워크로 알려진 풀뿌리 단체가 영국에서 공동체의 긍정적인 대표성을 홍보하기 위해 결성되었다. 종교 단체들은 또한 중국계 영국 교회와 영국 교회와 같은 주류 교회들을 통해 연대의 원천을 제공했고, 후자는 그룹 찻집 그룹을 통해 연대의 원천을 제공했다.

## 사회 경제학
1960년대 상대적으로 이민이 증가한 이후, 중국인 사회는 한 세대에 걸쳐 영국에서 급속한 사회경제적 발전을 이루었다. 그러나 노동 시장에는 여전히 중국인들의 분리가 존재하며, 중국 음식 산업에 고용된 중국인들의 많은 비율이 존재한다. 전반적으로, 인구통계학 그룹으로서, 중국계 영국인들은 교육을 잘 받았고 영국의 다른 인구통계 그룹과 비교할 때 더 높은 수입을 얻는다. 중국계 영국인들은 또한 낮은 투옥률과 높은 건강률을 포함한 많은 사회경제적 지표를 잘 알고 있다.